# Friedrich Ernst Dorn

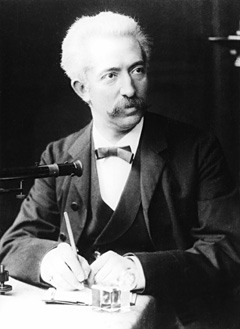
Friedrich Ernst Dorn

Friedrich Ernst Dorn (* 27. Juli 1848 in Guttstadt, Ermland; † 6. Dezember 1916 in Halle (Saale)) war ein deutscher Physiker.

## Leben und Werk
Dorn war der Sohn des Apothekers Adolf Hermann Dorn und dessen Ehefrau Johanna Wilhelmine Lottermoser. 
Dorn ging 1857 bis 1865 in Königsberg auf das Gymnasium und studierte von 1865 bis 1869 Mathematik, Naturwissenschaften, Philosophie und Französisch an der Universität Königsberg. 1869 legte er die Lehramtsprüfungen für Gymnasien ab. Nach Probejahren an seinem alten Gymnasium in Königsberg und in Berlin wurde er 1871 Hilfslehrer am Königlichen Wilhelmsgymnasium in Berlin, während er gleichzeitig in Königsberg über die Transformation elliptischer Integrale promovierte.
1873 habilitierte er sich an der Universität Greifswald in Mathematik und Physik. Ebenfalls 1873 wurde er außerordentlicher Professor an der Universität Breslau und dann ab 1881 als ordentlicher Professor an der TH Darmstadt.
Dorn wurde 1885 ordentlicher Professor für Experimentalphysik an der Universität Halle als Nachfolger von Anton Oberbeck. 1895 wurde er als Nachfolger von Hermann Knoblauch Direktor des Physikalischen Instituts an der Universität Halle.
Dorn befasste sich mit den damals aktuellen Forschungsgebieten Radioaktivität und Röntgenstrahlen sowie mit Flüssigkristallen. Er entdeckte 1900 das radioaktive Gas Radon. Er studierte den Zerfall von Radium in Masseteilchen, als er das radioaktive Gas entdeckte. Er gab ihm den Namen Radium Emanation („aus Radium herausgehendes“). Weiterhin widmete er sich Präzisionsbestimmungen elektrischer Maßeinheiten und untersuchte mit von ihm entwickelten Instrumenten die atmosphärische Elektrizität. Dabei machte er sich in der Stadt unbeliebt, da er sich bei seinen Präzisionsexperimenten durch die elektrische Straßenbahn in Halle behindert fühlte und diese verbieten wollte.
Dorn war verheiratet mit Anna Hertz.
Handschriften von Dorn finden sich an der Staatsbibliothek zu Berlin in der Handschriftenabteilung und an der Niedersächsischen Staats- und Universitätsbibliothek Göttingen.

## Ehrungen
1895 wurde er Mitglied der Deutschen Akademie der Naturforscher Leopoldina. Er erhielt mehrere hohe Verdienstorden wie das Ritterkreuz I. Klasse des Verdienstordens vom Heiligen Michael. Weiterhin wurde Dorn am 20. Dezember 1906 zum Geheimen Regierungsrat ernannt.

## Schriften (Auswahl)
- Form und Zahl der Repräsentanten nicht aequivalenter Klassen der Transformation der ultraelliptischen Funktionen, Habilitationsschrift, Greifswald 1873
- Apparat zur Untersuchung der atmosphärischen Elektrizität, 1886
- Vorschläge zu gesetzlichen Bestimmungen über elektrische Maaßeinheiten : entworfen durch das Curatorium der Physikalisch-Technischen Reichsanstalt; nebst kritischem Bericht Ueber den wahrscheinlichen Werth des Ohm nach den bisherigen Messungen. Berlin: Springer, 1893.
- Über die von radioaktiven Substanzen ausgesandte Emanation. In: Abhandlungen der Naturforschenden Gesellschaft zu Halle. Band 23, 1901, S. 1–15 (PDF).